# Vlad Goian
Vlad Goian (ur. 14 listopada 1970, Mołdawska SRR) – mołdawski piłkarz, grający na pozycji obrońcy lub pomocnika, trener piłkarski.

## Kariera piłkarska

### Kariera klubowa
W 1991 rozpoczął karierę piłkarską w Zimbru Kiszyniów. W 1992 przeszedł do Olimpii Bielce. Potem występował w klubach Speranța Nisporeni, Codru Călărași, Nistru Otaci, MHM-93 Kiszyniów, Moldova-Gaz Kiszyniów i Agro Kiszyniów. W 2000 zakończył karierę piłkarską w Energhetic Dubosary.

## Kariera trenerska
Karierę szkoleniowca rozpoczął trenując najpierw drużynę juniorską Zimbru Kiszyniów. W 2007 trenował Rapid Ghidighici. Od 2008 do 2010 pracował jako trener Iscra-Stali Rybnica. W 2011 roku stał na czele FC Tiraspol. 12 grudnia 2014 za obopólną zgodą kontrakt został anulowany.
W maju 2015 został trenerem Saxanu Ceadîr-Lunga, podpisując kontrakt na sezon. W październiku tegoż roku został szkoleniowcem Academia UTM Kiszyniów. W czerwcu 2016 objął posadę trenera Zarii Bielce, z której został zwolniony w sierpniu 2017. W marcu 2018 ponownie został trenerem Zarii.

## Sukcesy i odznaczenia

### Sukcesy trenerskie
- wicemistrz Mołdawii: 2010, 2014[4]
- brązowy medalista Mistrzostw Mołdawii: 2009, 2013[4]
- zdobywca Pucharu Mołdawii: 2013[4]
- finalista Superpucharu Mołdawii: 2013

### Sukcesy indywidualne
- trener roku w Mołdawii: 2008, 2010, 2012[4]